# Леонтий (Туркевич)
Митрополи́т Лео́нтий (в миру Леони́д Иерони́мович Турке́вич; 8 (21) августа 1876, Кременец, Волынская губерния — 14 мая 1965, Сайоссет, штат Нью-Йорк) — видный деятель Русской православной греко-кафолической церкви в Северной Америке, в 1950—1965 годах первоиерарх Северо-Американской митрополии.

## Биография
Родился 8 августа 1876 года в городе Кременце Волынской губернии в семье протоиерея Иеронима Иосифовича Туркевича и Анны Антоновны Иваницкой, дочери священника, которая скончалась в 1879 году. Трое их сыновей Венедикт, Леонид и Вениамин воспитывались под строгим надзором отца и стали седьмым поколением священников в роду Туркевичей.
В 1885—1889 годах Леонид учился в Кременецком духовном училище, в 1889—1895 годах — в Волынской духовной семинарии, а в 1896—1900 и 1903 годах — в Киевской духовной академии, которую окончил в 1903 году со степенью кандидата богословия за особое исследование на тему «Книга пророка Аввакума. Введение и экзегесис».
5 октября 1900 года назначен помощником инспектора Екатеринославского духовного училища, а 4 июля 1902 года — преподавателем русского и церковнославянского языков Обоянского духовного училища, где выполнял также обязанности смотрителя.
В 1905 году он был утверждён в чине титулярного советника и женился на Анне Олимпиевне Червинской из семьи священника.
26 сентября 1905 года архиепископом Волынским Антонием (Храповицким) рукоположён в сан диакона, а 28 сентября в Почаевском монастыре — в сан священника. Назначен вторым священником Кременецкого Никольского собора. Был законоучителем Кременецкого городского училища и преподавал в Виталиевском женском училище.
7 августа 1906 года по настоянию архиепископа Алеутского Тихона (Беллавина) Святейшим синодом назначен исполняющим обязанности ректора Северо-Американской духовной семинарии в Миннеаполисе, штат Миннесота.
В сентябре принят в состав Северо-Американской епархии. Прибыл на Американский континент 27 октября 1906 года.
В 1906—1912 годах — ректор духовной семинарии в Миннеаполисе, в 1912—1915-м — в городе Бергенфильде, штат Нью-Джерси.
Председатель I Всеамериканского собора (1907), протоиерей (1909), после переезда семинарии в город Тинефлай, штат Нью-Джерси, настоятель Свято-Троицкого храма в городе Йонкерсе, штата Нью-Йорк, и Петропавловского храма в городе Пассейике, штата Нью-Джерси (1912).
С 1914 года издатель газеты «Свет». В 1914—1932 годах редактор «Американского православного вестника».
С 1915 года член епархиальной консистории, с августа 1915 до июня 1933 года кафедральный протоиерей Свято-Николаевского собора в Нью-Йорке.
Награждён набедренником (1905), скуфьей (1906), камилавкой (1909), орденами Святой Анны II степени (1912) и Святого Владимира IV степени (1915).
В 1917—1918 году представлял Северо-Американскую епархию на Всероссийском Поместном соборе, участвовал в 1—2-й сессиях, член II, V, VII, VIII, IX, XVII, XX отделов.
В 1920 году возвратился в США через Сибирь и Японию.
Вёл борьбу за сохранение единства в епархии, нарушенного революцией. Один из организаторов Американского собора 1924 года, принявшего решение об учреждении автономии Северо-Американской митрополии.

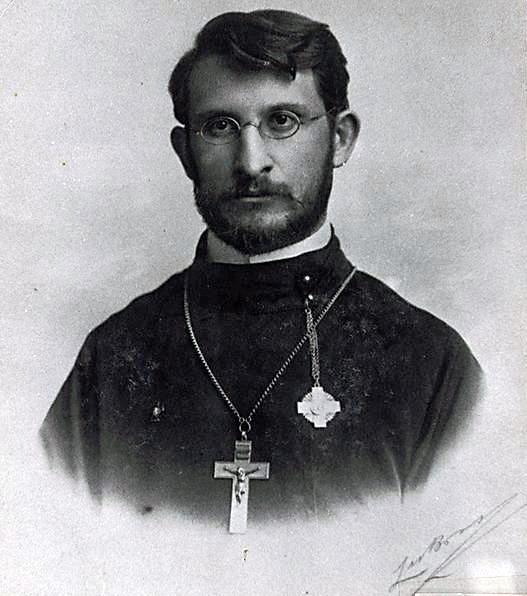
Леонид Туркевич, ректор Северо-Американской духовной семинарии

В 1925 году овдовел. Почти сразу же ему было предложено принять епископство, но первоначально он отказался, ссылаясь на необходимость воспитывать пятерых детей (Ивана, Антона, Николая, Владимира, Ирину).
С 1926 года настоятель Покровского собора в Нью-Йорке.
В 1933 году принял монашество с именем Леонтий. 10 июля того же года был рукоположён митрополитом Платоном (Рождественским), епископом Феофилом (Пашковским) и епископом Алексием (Пантелеевым) во епископа Чикагского и Миннеапольского.
На состоявшемся в ноябре 1934 года Соборе, созванном для избрания преемника скончавшегося митрополита Платона (Рождественского), многие считали епископа Леонтия наиболее подходящим кандидатом. Когда делегаты Собора обсуждали надлежащий порядок избрания предстоятеля, епископ Леонтий предположил, чтобы они просто признали старшего иерарха, архиепископа Феофила (Пашковского), как предстоятеля. Для этого предложения делегаты ответили громким криком «Аксиос», избрав таким образом архиепископа Феофила.
В 1944 году владыка Леонтий возглавлял юбилейный комитет, отмечавший 150-летие Православия в Америке.
29 октября 1945 года по представлению митрополита всея Америки и Канады Феофила (Пашковского) Архиерейский синод РПЦЗ постановил возвести епископа Леонтия в сан архиепископа. В ноябре 1945 года был возведён в сан архиепископа.
В ноябре 1946 года Кливлендский (VII Всеамериканский) собор обратился к Московскому патриархату с прошением о восстановлении отношений на условиях сохранения широкой автономии. Прошение не было принято, а владыка Леонтий был против сближения Американской митрополии как с Московским патриархатом, так и с Синодом Зарубежной церкви.
Постановлением патриарха и Священного синода Русской православной церкви от 12 декабря 1947 года на него наложено запрещение «за противление к воссоединению с Матерью-Церковью и незаконное анафематствование архиепископа Макария», воссоединившегося с Московской патриархией.

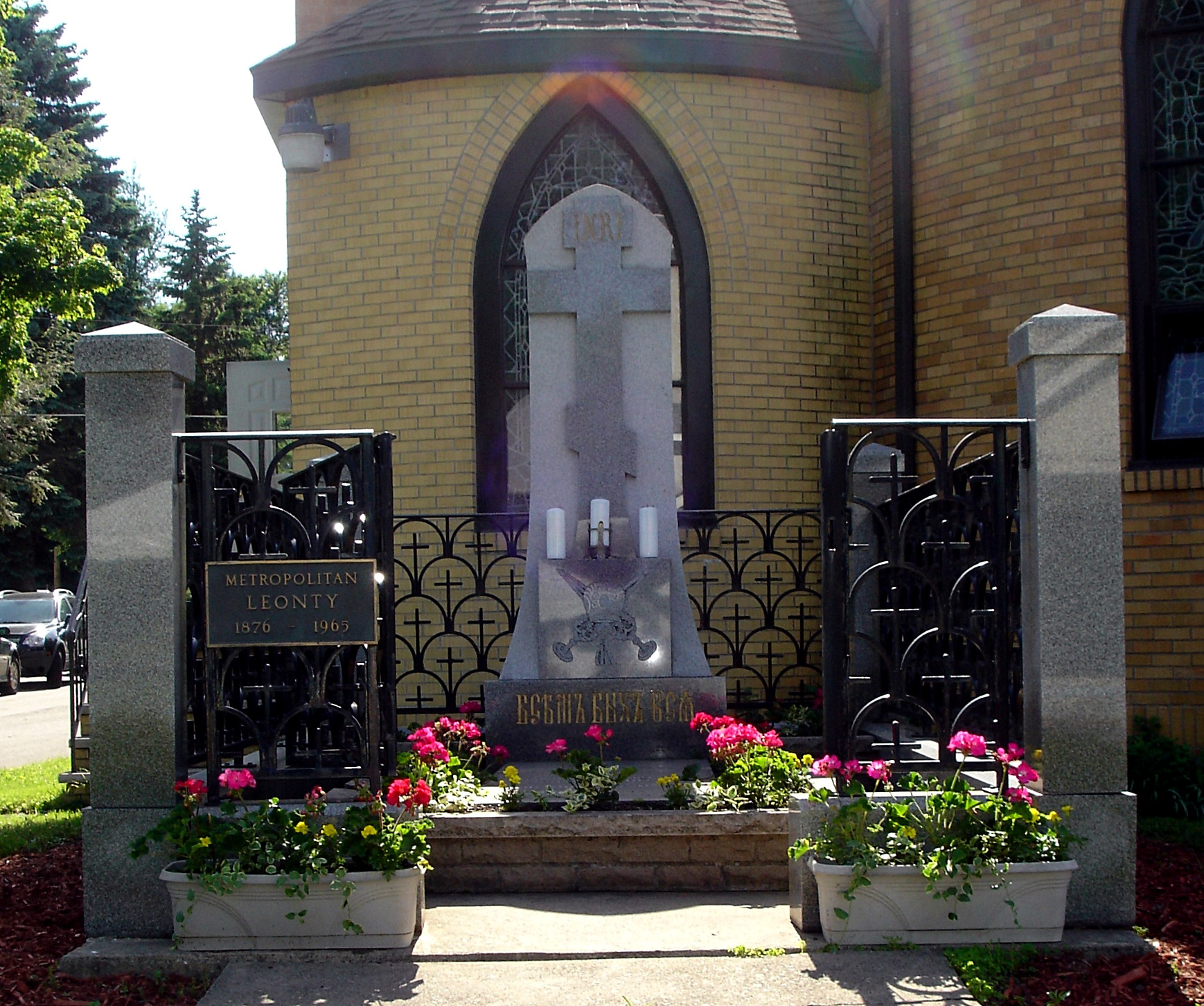
Могила митрополита Леонтия в Тихоновском монастыре

В 1950 году, после смерти митрополита Феофила (Пашковского), на VIII Нью-Йоркском Всеамериканском соборе избран главой Православной церкви в Америке и возведён в сан митрополита всей Америки и Канады.
11 декабря 1950 года в Нью-Йорке состоялась встреча митрополита Леонтия с первоиерархом РПЦЗ митрополитом Анастасием (Грибановским) и епископата Северо-Американской митрополии и Русской православной церкви заграницей. Согласно официальному протоколу Архиерейского собора Русской православной церкви заграницей, «на совещании было единодушно признано, что печальный факт церковного разделения наносит существенный ущерб святейшему делу Христовой Церкви: ослабляет проповедь Православия, подрывает церковную дисциплину и чувство ответственности у служителей Церкви, вызывает соблазн у верующих, умаляет престиж Церкви в инославном мире и затрудняет дело борьбы с воинствующим безбожием. Было единодушно установлено, что церковное единение необходимо». В протоколе также говорится, что «После обсуждения практических путей для церковного единства иерархи Русской Зарубежной Церкви совместно с иерархами Американской Митрополии, согласно признали, что наиболее целесообразным для данного времени является сохранение существующих организаций Русской Православной Церкви заграницей и Американской Митрополии, которые будут существовать параллельно, но находиться в тесном братском сотрудничестве между собою, созывая периодически совещания иерархов обеих церковных организаций для разрешения общих или спорных вопросов с твердой надеждой, что дальнейшие пути к более тесному каноническому единению с Божией помощью будут указаны самой жизнью».
Несмотря на совместные усилия по утверждению братских отношений, пути Русской зарубежной церкви и Американской митрополии остались обособленными.
В 1954 году удостоен степени доктора богословия.
В 1957 году награждён правом ношения двух панагий и предношения креста за богослужением.
Скончался 14 мая 1965 года в городе Сайоссете. Похоронен в Свято-Тихоновском монастыре.
14 мая 2015 года в Свято-Тихоновской семинарии Православной церкви в Америке прошёл симпозиум, посвящённый его жизни и служению.